# Keurunmäki-Haavikkolehto
Keurunmäki-Haavikkolehto este o arie protejată (arie specială de conservare — SAC, sit de importanță comunitară — SCI, arie de protecție specială avifaunistică — SPA) din Finlanda întinsă pe o suprafață de 625 ha, integral pe uscat.

## Localizare
Centrul sitului Keurunmäki-Haavikkolehto este situat la coordonatele 62°31′57″N 26°55′46″E / 62.5325°N 26.9294°E.

## Înființare
Situl Keurunmäki-Haavikkolehto a fost declarat sit de importanță comunitară în august 1998 pentru a proteja 3 specii de plante și 12 specii de animale. Alte tipuri de protecție:
- arie de protecție specială avifaunistică (în august 1998)[3]
- arie specială de conservare (în aprilie 2015)[2][4][5]

## Biodiversitate
Situată în ecoregiunea boreală, aria protejată conține 7 habitate naturale: Lacuri și iazuri distrofice naturale, Cursuri de apă de la nivel de câmpie la nivel montan, cu vegetație Ranunculion fluitantis și Callitricho-Batrachion, Mlaștini turboase de tranziție și turbării mișcătoare, Izvoare fino-scandinave și mlaștini produse de izvoare bogate în minerale, Taiga vestică, Păduri fino-scandinave bogate în ierburi cu Picea abies, Mlaștini împădurite.
La baza desemnării sitului se află mai multe specii protejate:
- plante (3): Cinna latifolia, Herzogiella turfacea, Plagiomnium drummondii
- păsări (11): cocoșul de mesteacăn (Bonasa bonasia), buha (Bubo bubo), ciocănitoare neagră (Dryocopus martius), muscar (Ficedula parva), cufundar polar (Gavia arctica), cufundar mic (Gavia stellata), Lyrurus tetrix tetrix, pitulice verzuie (Phylloscopus trochiloides), ciocănitoare de munte (Picoides tridactylus), Strix nebulosa,  cocoș de munte (Tetrao urogallus)
- mamifere (1): veveriță zburătoare siberiană (Pteromys volans)

Pe lângă speciile protejate, pe teritoriul sitului au mai fost identificate 1 specie de nevertebrate, 3 specii de pești.